# Jesuitenkolleg Kaufbeuren

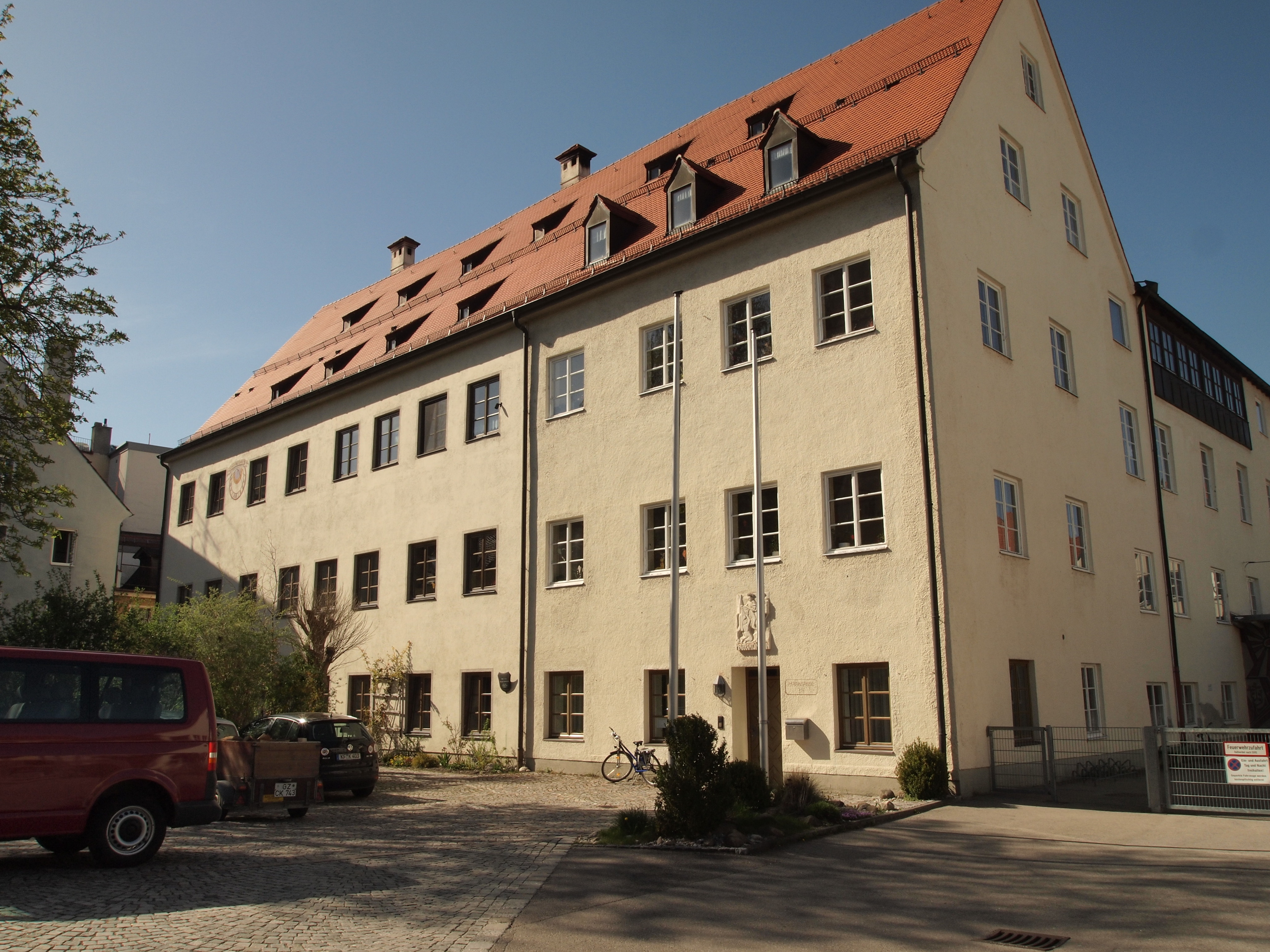
Blick auf das ehemalige Jesuitenkolleg

Das Jesuitenkolleg Kaufbeuren war ein Kolleg der Jesuiten in Kaufbeuren, das von 1627 bis 1774 bestand. Heute ist das Pfarramt der Pfarrei St. Martin hier untergebracht.

## Geschichte
Die 1612 gegründete Jesuitenresidenz Füssen wurde im Jahr 1627 nach Kaufbeuren verlegt. Ab Mitte 1630 wurde der Kollegbau in die Wege geleitet. 1648 wurde vom evangelisch dominierten Rat der Stadt das vom Bischof von Augsburg gestiftete Gründungskapital eingezogen, ein Jahr später erfolgted ie Ausweisung der Jesuiten durch den Rat. Das kaiserliche Reskript Kaiser Ferdinands III.  vom 17. Juli 1651 befahl jedoch die Rückführung der ausgewiesenen Jesuiten. Die Rückgabe der Residenz erfolgte am 17. Februar 1652. Die Residenz wurde später erweitert und ab 1702 baulich umgestaltet. Die Jesuiten betreuten das Kolleg bis zur Aufhebung des Jesuitenordens im Jahr 1773.

## Baubeschreibung
Der denkmalgeschützte Gebäudekomplex  ist eine Dreiflügelanlage, drei- und zweigeschossig, mit Satteldächern; 1630 ff. über älterem Haus errichtet, weiterer Ausbau um 1700, Ostteil des Südflügels modern, ebenso Anbau am Ostflügel; im Südflügel Hauskapelle, am Nordflügel Hofarkaden; mit historischer Ausstattung.